# Dibenzodioxinas policloradas
Las dibenzodioxinas policloradas (PCDD), o simplemente dioxinas, son un grupo de compuestos orgánicos polihalogenados que son contaminantes ambientales importantes.

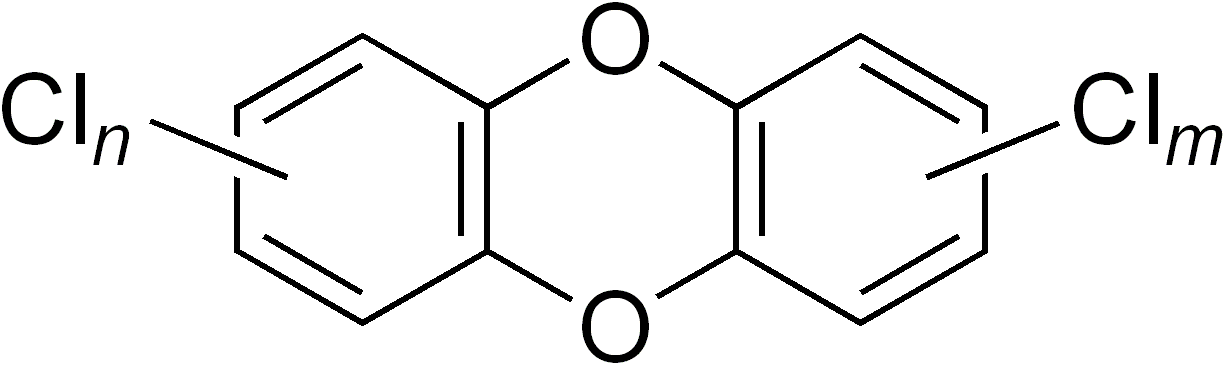
Estructura general de los PCDD donde n y m pueden variar de 0 a 4

Por simplicidad, se las denomina comúnmente, pero de manera inexacta, dioxinas, porque cada molécula de PCDD contiene una estructura esquelética de dibenzo-1,4-dioxina, con 1,4-dioxina como anillo central. Los miembros de la familia PCDD se bioacumulan en humanos y en la vida silvestre debido a sus propiedades lipofílicas y pueden causar alteraciones del desarrollo y cáncer.
Las dioxinas se producen como subproductos en la fabricación de algunos organocloruros, en la incineración de sustancias que contienen cloro, como el policloruro de vinilo (PVC), en el blanqueo con cloro del papel y en fuentes naturales como volcanes e incendios forestales. Ha habido muchos incidentes de contaminación por dioxinas como resultado de emisiones industriales y accidentes; los primeros incidentes de este tipo se produjeron a mediados del siglo XIX durante la Revolución Industrial.
La palabra "dioxinas" también puede referirse a otros compuestos clorados de acción similar (ver Dioxinas y compuestos similares a las dioxinas).

## Fuentes de ingesta humana

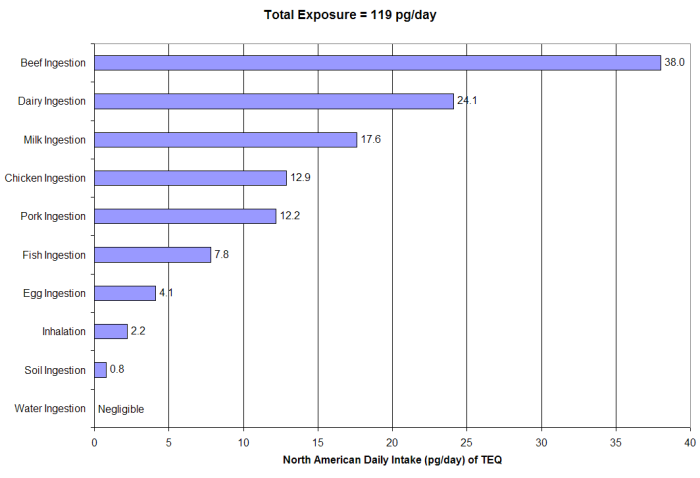
Un gráfico que ilustra la cantidad de dioxinas que consume un estadounidense promedio por día. (Nota: pg = picogramo, o una billonésima parte de un gramo, o 10^{−12} g).

## Toxicidad

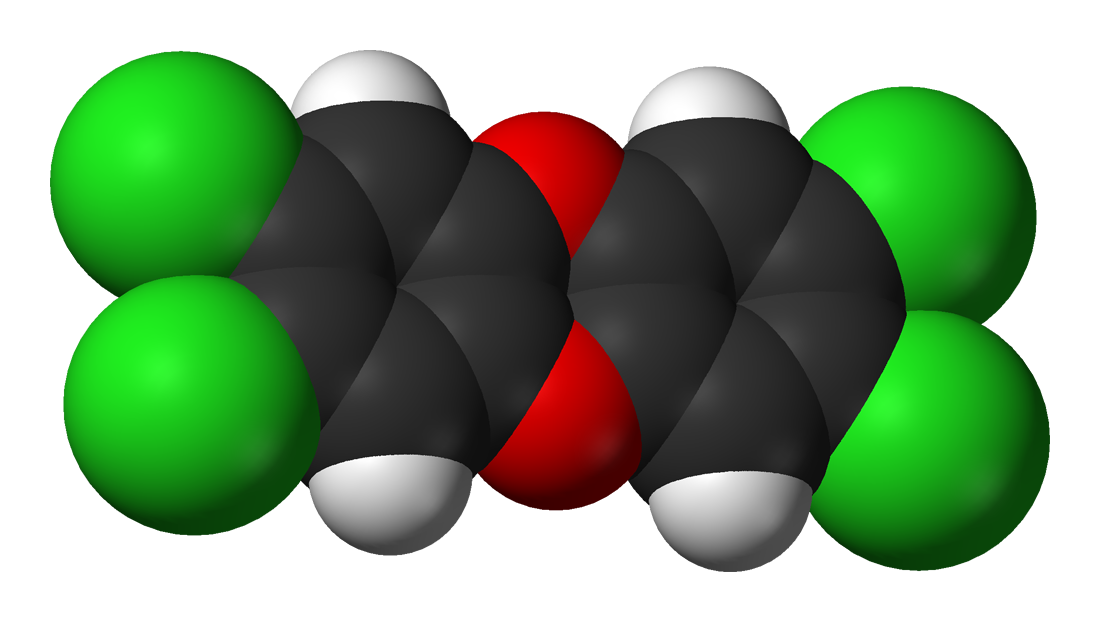
Modelo de espacio lleno de 2,3,7,8-tetraclorodibenzodioxina

## Efectos sobre la salud en humanos

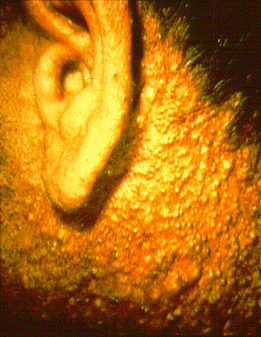
Cloracné en la oreja y el cuello de un trabajador de producción de herbicidas

## Agente Naranja

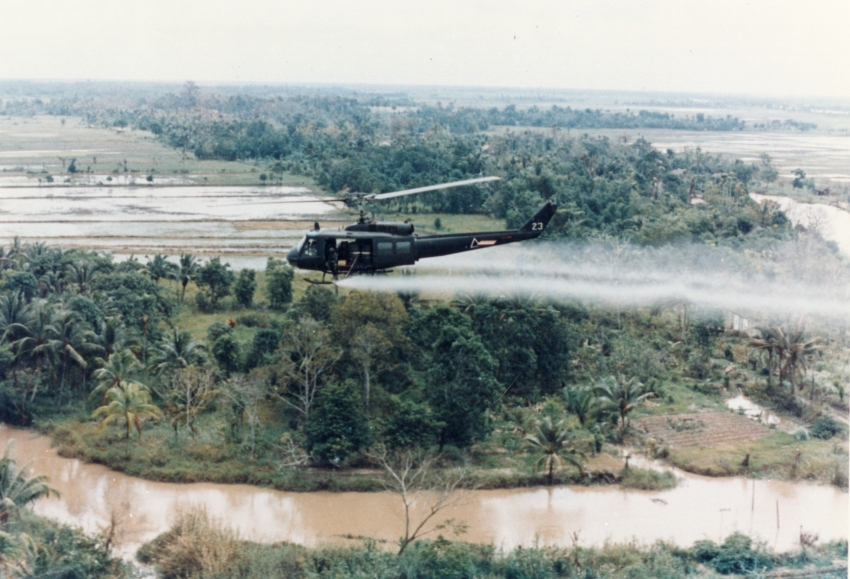
Helicóptero Huey del Ejército de Estados Unidos rociando Agente Naranja sobre tierras agrícolas vietnamitas

## Incidentes de exposición a dioxinas

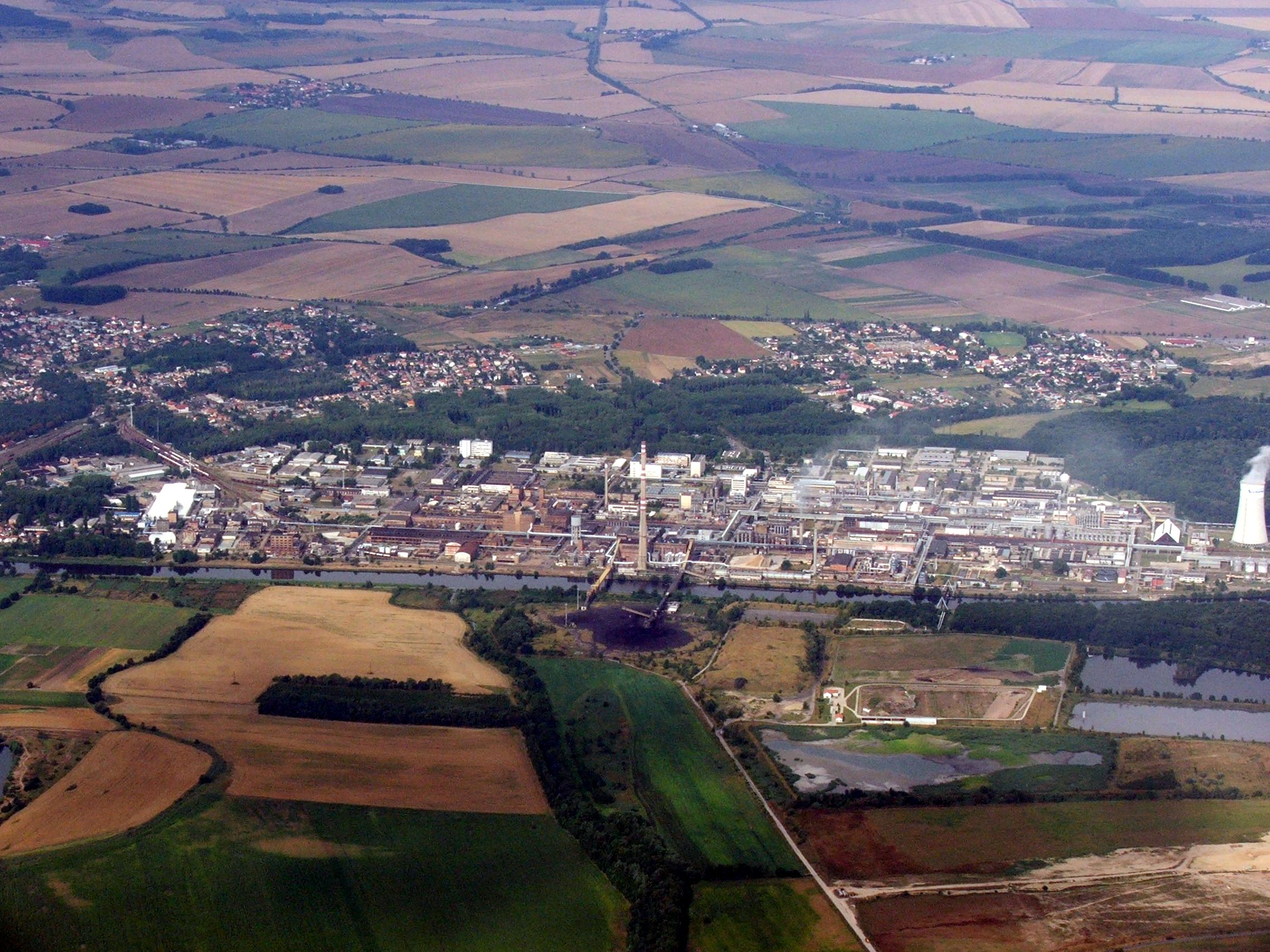
Planta de cloro-álcali Spolana Neratovice, vista aérea

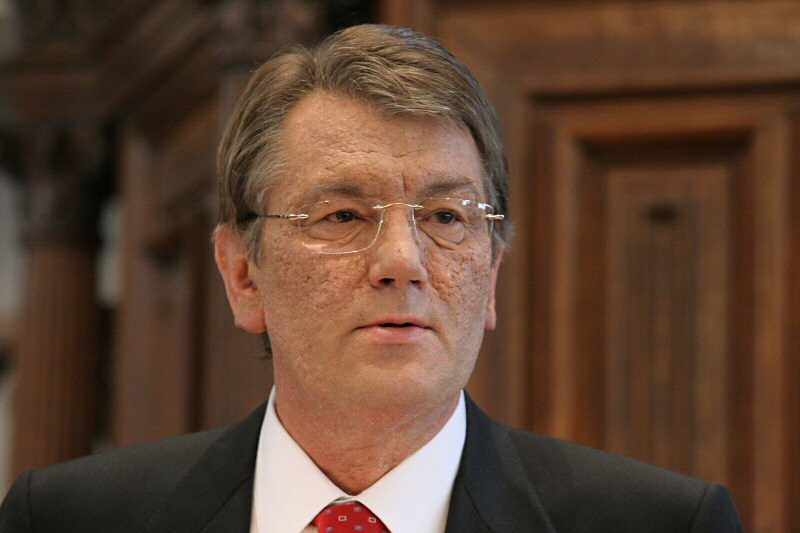
Víktor Yúshchenko con cloracné después de su incidente de envenenamiento por TCDD

## Estructura química de las dibenzo-1,4-dioxinas

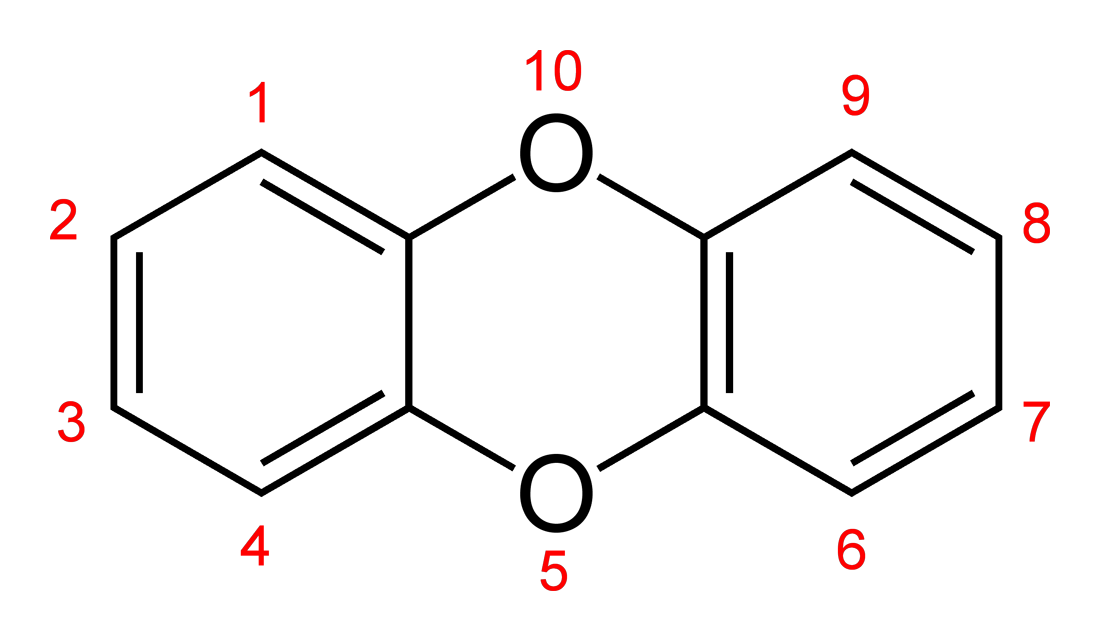
La fórmula esqueletal y el esquema de numeración de sustituyentes del compuesto original dibenzo-1,4-dioxina

La estructura de la dibenzo-1,4-dioxina consta de dos anillos de benceno unidos por dos puentes de oxígeno. Esto hace que el compuesto sea un diéter aromático. El nombre dioxina se refiere formalmente al anillo central dioxigenado, que está estabilizado por los dos anillos de benceno flanqueantes.
En los PCDD, los átomos de cloro están unidos a esta estructura en cualquiera de los 8 lugares diferentes de la molécula, en las posiciones 1-4 y 6-9. Hay 75 diferentes congéneres de PCDD (es decir, compuestos de dioxina relacionados).
La toxicidad de los PCDD depende del número y la posición de los átomos de cloro. Se ha descubierto que los congéneres que tienen cloro en las posiciones 2, 3, 7 y 8 son significativamente tóxicos. De hecho, 7 congéneres tienen átomos de cloro en las posiciones relevantes que fueron considerados tóxicos por el esquema de equivalentes tóxicos de la Organización Mundial de la Salud (WHO-TEQ).

## Perspectiva histórica

Estructura de la 2,3,7,8-tetraclorodibenzodioxina (TCDD)

Las bajas concentraciones de dioxinas existían en la naturaleza antes de la industrialización como resultado de la combustión natural y los procesos geológicos. Las dioxinas se produjeron por primera vez involuntariamente como subproductos a partir de 1848 cuando las plantas de proceso Leblanc comenzaron a funcionar en Alemania. La primera síntesis intencional de dibenzodioxina clorada fue en 1872. Hoy en día, las concentraciones de dioxinas se encuentran en todos los seres humanos, con niveles más altos que se encuentran comúnmente en personas que viven en países más industrializados. La dioxina más tóxica, 2,3,7,8-tetraclorodibenzo-p-dioxina (TCDD), se hizo conocida como contaminante del Agente Naranja, un herbicida utilizado en la Emergencia Malaya y la Guerra de Vietnam. Más tarde, se encontraron dioxinas en Times Beach, Misuri y Love Canal, Nueva York y Seveso, Italia. Más recientemente, las dioxinas han aparecido en las noticias con el envenenamiento del presidente Víktor Yúshchenko de Ucrania en 2004, la crisis de la mozzarella de Nápoles la crisis del cerdo irlandés de 2008 y el incidente de la alimentación en Alemania de 2010.

## Fuentes de dioxinas

Perfil de concentración de PCDD en un núcleo de sedimento fechado de Esthwaite Water, Cumbria, Reino Unido